# Limnophila (Limnophila) recedens
Limnophila (Limnophila) recedens is een tweevleugelige uit de familie steltmuggen (Limoniidae). De soort komt voor in het Australaziatisch gebied.